# John Malcolm Patterson
John Malcolm Patterson, född 27 september 1921 i Goldville, Tallapoosa County, Alabama, död 4 juni 2021 på samma plats, var en amerikansk politiker (demokrat). Han var guvernör i delstaten Alabama 1959–1963. I det ämbetet blev han känd för sina oförsonliga uttalanden om medborgarrättsaktivisterna.
Patterson tjänstgjorde både i andra världskriget och i Koreakriget; däremellan avlade han 1949 juristexamen vid University of Alabama. År 1953 inledde han sin karriär som advokat i fadern Albert Pattersons advokatbyrå. Fadern blev mördad då han 1954 var involverad i en politisk kampanj som var riktad mot den organiserade brottsligheten i Alabama. Efter mordet på fadern beslutade sig John Malcolm Patterson att följa i faderns fotspår och gick in i politiken.
Demokraterna i Alabama nominerade John Malcolm Patterson till ämbetet som delstatens justitieminister istället för den mördade fadern som var den ursprungliga kandidaten. Patterson innehade ämbetet mellan 1955 och 1959. 37 år gammal vann han guvernörsvalet i Alabama 1958 och fick 1959 tillträda delstatens högsta ämbete. Pattersons försök till reformer inom skatte- och utbildningspolitiken misslyckades till stor del. Som guvernör blev han mest känd för sitt försvar för rassegregeringen. Då medborgaraktivister i gruppen Freedom Riders blev misshandlade av rasister, ansåg Patterson att det var medborgaraktivisternas eget fel och inte fel av Alabamas rättsliga myndigheter som hade misslyckats att förhindra våldet. Enligt Patterson var det myndigheternas uppdrag att upprätthålla lagen och rassegregeringen var Alabamas lag.
Patterson gav sitt stöd åt Barack Obama i presidentvalet i USA 2008.